# Martharaptor
Martharaptor („Marthin lupič“; podle objevitelky Marthy Haydenové) byl rod menšího, vývojově primitivního terizinosauroidního teropodního dinosaura. Žil v období rané křídy, asi před 125 až 122 miliony let, na území dnešního Utahu v USA.

## Objev a popis
Byl popsán týmem paleontologů roku 2012 na základě fosilií, objevených v sedimentech geologického souvrství Cedar Mountain. Představoval zřejmě všežravého dinosaura, příbuzného rodu Falcarius. Šlo o vývojově primitivního terizinosauroida. Dnes je znám pouze jediný druh, M. greenriverensis. Přesné rozměry tohoto menšího teropoda nejsou známé, mohl však dosahovat délky kolem 2 metrů a hmotnosti asi 35 kg.